# حكومة عبد الرؤوف الروابدة
حكومة عبد الرؤوف الروابدة هي الحكومة رقم 84 منذ أعلان استقلال إمارة شرق الأردن عام 1921 والأولى في عهد الملك عبد الله الثاني.  شكّل عبد الرؤوف الروابدة الحكومة في 4 مارس عام 1999م، وقد حلّت الحكومة في شهر يونيو 2000.

## مجلس الوزراء
|     | الإسم                   | المنصب                                                            |
| 1.  | عبد الرؤوف الروابدة     | رئيس للوزراء ووزير للدفاع                                         |
| 2.  | مروان عبد الحليم الحمود | نائب لرئيس الوزراء                                                |
| 3.  | ريما خلف الهنيدي        | نائب لرئيس الوزراء وزير للتخطيط                                   |
| 4.  | أيمن المجالي            | نائب لرئيس الوزراء                                                |
| 5.  | جمال الصرايرة           | وزير للنقل ووزير للبريد والإتصالات                                |
| 6.  | عبد السلام العبادي      | وزير للأوقاف والشؤون والمقدسات الإسلامية                          |
| 7.  | توفيق كريشان            | وزير للشؤون البلدية والقروية والبيئة ووزير دولة للشؤون البرلمانية |
| 8.  | عبد الإله الخطيب        | وزير للخارجية                                                     |
| 9.  | ناصر اللوزي             | وزير للإعلام ووزير للثقافة                                        |
| 10. | محمد خير مامسر          | وزير للشباب والرياضة                                              |
| 11. | عقل بلتاجي              | وزير للسياحة والآثار                                              |
| 12. | نايف القاضي             | وزير للداخلية                                                     |
| 13. | ميشيل مارتو             | وزير للمالية                                                      |
| 14. | عيد الفايز              | وزير للعمل                                                        |
| 15. | عزت جرادات              | وزير للتربية والتعليم                                             |
| 16. | هاشم الشبول             | وزير للزراعة                                                      |
| 17. | سليمان أبو عليم         | وزير للطاقة والثروة المعدنية                                      |
| 18. | كامل محادين             | وزير للمياه والري                                                 |
| 19. | حمزة حداد               | وزير للعدل                                                        |
| 20. | فيصل الرفوع             | وزير للتنمية الإجتماعية ووزير للتنمية الإدارية                    |
| 21. | اسحاق مرقة              | وزير للصحة                                                        |
| 22. | حسني أبو غيدا           | وزير للأشغال العامة والإسكان                                      |
| 23. | محمد عصفور              | وزير للصناعة والتجارة                                             |

## التعديل على الحكومة
التعديل الأول في 15 يناير 2000 
|    | خرج من الفريق الحكومي | خرج من الفريق الحكومي              | إنضم إلى الفريق الحكومي | إنضم إلى الفريق الحكومي      |
|    | الوزير                | الوزارة                            | الوزير                  | الوزارة                      |
| -- | --------------------- | ---------------------------------- | ----------------------- | ---------------------------- |
| 1. |                       |                                    | أيمن المجالي            | نائب لرئيس الوزراء           |
| 2. | جمال الصرايرة         | وزير للنقل ووزير للبريد والإتصالات | عبد الله طوقان          | وزير للبريد والإتصالات       |
| 3. | جمال الصرايرة         | وزير للنقل ووزير للبريد والإتصالات | عيسى أيوب               | وزير للنقل                   |
| 4. | محمد عصفور            | وزير للصناعة والتجارة              | محمد الحلايقة           | وزير للصناعة والتجارة        |
| 5. | اسحاق مرقة            | وزير للصحة                         | مصلح الطراونة           | وزير للصحة                   |
| 6. | حمزة حداد             | وزير للعدل                         | خلف مساعدة              | وزير للعدل                   |
| 7. | ناصر اللوزي           | وزير للإعلام ووزير للثقافة         | صالح القلاب             | وزير للثقافة والإعلام        |
| 8. | سليمان أبو عليم       | وزير للطاقة والثروة المعدنية       | وائل صبري               | وزير للطاقة والثروة المعدنية |

التعديل الثاني في 1 مايو 2000 
|    | خرج من الفريق الحكومي | خرج من الفريق الحكومي           | إنضم إلى الفريق الحكومي | إنضم إلى الفريق الحكومي |
|    | الوزير                | الوزارة                         | الوزير                  | الوزارة                 |
| -- | --------------------- | ------------------------------- | ----------------------- | ----------------------- |
| 1. | ريما خلف الهنيدي      | نائب لرئيس الوزراء وزير للتخطيط | طالب الرفاعي            | وزير التخطيط            |

## وصلات خارجية
- موقع رئاسة الوزراء